# Czimedbadzaryn Damdinszaraw
Czimedbadzaryn Damdinszaraw (mong. Чимэдбазарын Дамдиншарав, ur. 21 marca 1945 w Guczin-Us sum) – mongolski zapaśnik walczący w obu stylach. Trzykrotny olimpijczyk. Brązowy medalista z Meksyku 1968 i odpadł w eliminacjach turnieju w Tokio 1964 i Monachium 1972. W 1964 i 1968 walczył w stylu wolnym w wadze muszej (52 kg), a w 1972 w stylu klasycznym w wadze koguciej (57 kg). W latach 1992–2004 trener mongolskich zapaśników na igrzyskach olimpijskich.
- Turniej w Tokio 1964

W pierwszej walce pokonał zawodnika Sri Lanki Ernesta Fernando. Potem przegrał z zawodnikiem radzieckim Alim Alijewem i Turkiem Cemalem Yanılmazem.
- Turniej w Meksyk 1968

Wygrał z Egipcjaninem Mundżidem Muhammadem Salimem, Turkiem Mehmet Esencelim, Węgrem Mártonem Erdősem, a przegrał z Włochem Vincenzo Grassim. W rundzie finałowej uległ Japończykowi Shigeo Nakacie i Amerykaninowi Rickowi Sandersowi.
- Turniej w Monachium 1972

Wygrał walkę z Austriakiem Ernstem Hackiem i Grekiem Otonem Moschidisem a przegrał z Józefem Lipieniem.